# Предтеченский мост
Предте́ченский мост — автодорожный железобетонный арочный мост через Обводный канал в Центральном/Фрунзенском районе Санкт-Петербурга, соединяет Безымянный остров и левый берег Обводного канала.

## Расположение
Связывает Тамбовскую улицу с улицей Черняховского (бывшая Предтеченская). Рядом с мостом расположен автовокзал. Выше по течению находятся Каретный мост, ниже — Ново-Каменный мост. Ближайшая станция метрополитена — «Обводный канал».

## Название
Официальное название мост получил в 1909 году по наименованию Предтеченской улицы.

## История
В 1879 году на средства купца Флейшгауера был построен деревянный пешеходный мост. К 1887 году он представлял собой трёхпролётный пешеходный мост ригельно-подкосной системы на опорах башенного типа. В 1901 году мост был принят в ведение города и отремонтирован
. В 1908 году он был перестроен в автогужевой с сохранением ригельно-подкосной системы. Мост был трёхпролётным деревянным балочным с центральным судоходным пролётом 11,3 м.
Существующий мост построен в 1962—1963 годах по проекту, разработанному инженером института «Ленгипроинжпроект» Е. А. Болтуновой и архитектором Л. А. Носковым. Строительство выполнено СУ-3 треста «Ленмостострой» под руководством главного инженера К. В. Учаева и старшего производителя работ О. А. Розова.

## Конструкция
Мост однопролётный железобетонный арочный. Пролётное строение представляет собой двухшарнирный сплошной свод со щековыми стенками и засыпкой между ними. Расчётный пролёт — 32,70 м, толщина свода 50 см. Свод очерчен по кривой давления от постоянной нагрузки. С фасадов, на ширину тротуаров, очертание свода принято по параболе. Устои моста выполнены из монолитного бетона на свайном основании, поверхность устоев облицована навесной гранитной облицовкой. Длина моста составляет 47,7 м, ширина — 27,7 м (в том числе ширина проезжей части 21,0 м, ширина тротуаров — по 3,0 м).
Мост предназначен для движения автотранспорта и пешеходов. Проезжая часть моста включает в себя 4 полосы для движения автотранспорта. Покрытие проезжей части и тротуаров — асфальтобетон. Тротуары отделены от проезжей части гранитным поребриком. Перильное ограждение чугунное литое, однотипное с ограждениями Борового моста, завершается на устоях гранитным парапетом. С низовой и верховой стороны моста устроены гранитные лестничные спуски.